# NGC 2729
NGC 2729 is een lensvormig sterrenstelsel in het sterrenbeeld Waterslang. Het hemelobject werd op 3 maart 1864 ontdekt door de Duitse astronoom Albert Marth.

## Synoniemen
- UGC 4737
- MCG 1-23-18
- ZWG 33.46
- ARAK 191
- NPM1G +03.0196
- PGC 25352